# لغة تواصل الحيوانات

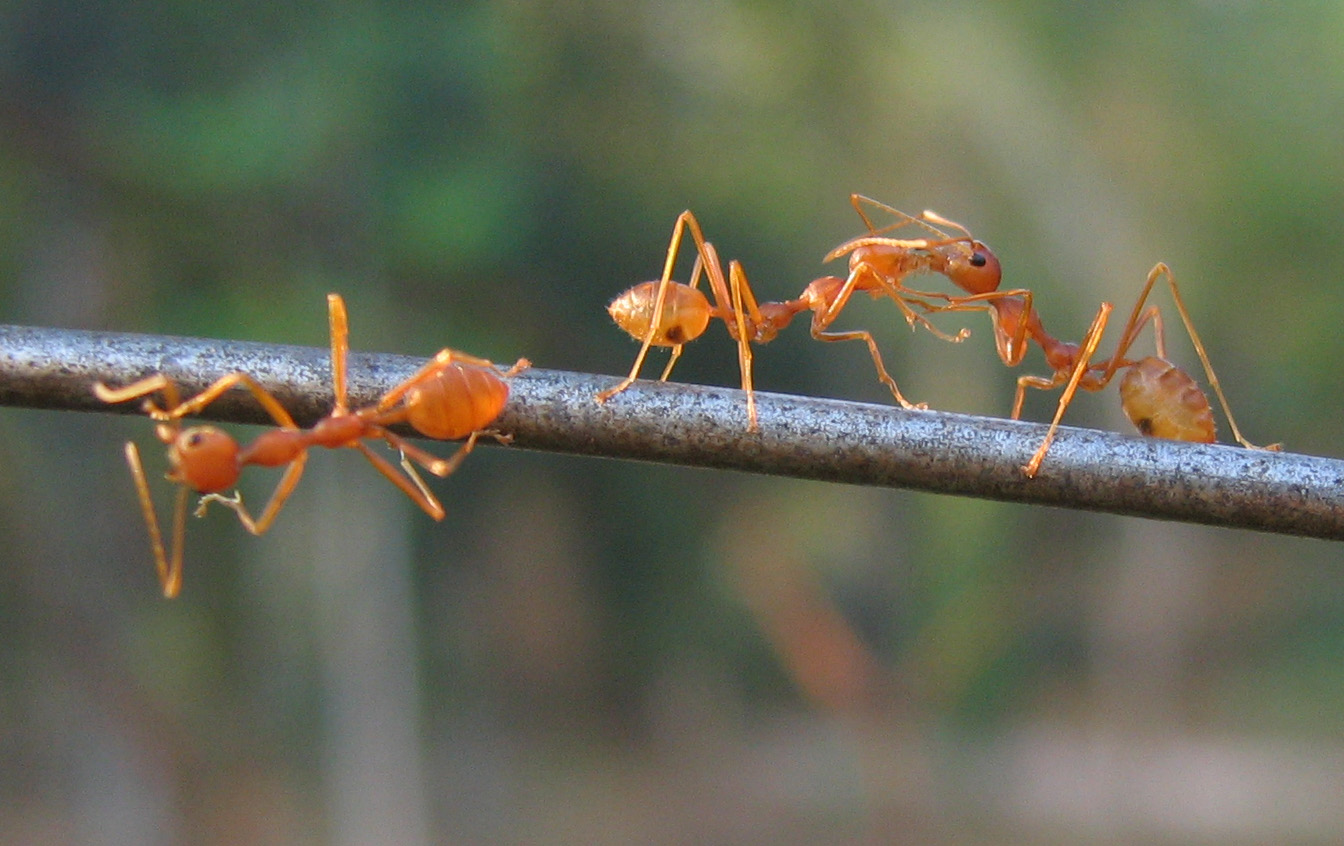
التواصل بين النمل عن طريق المواد الكيميائية.

التواصل بين الحيوانات هو نقل المعلومات من حيوان واحد أو مجموعة من الحيوانات (المرسل أو المرسلون) إلى حيوان واحد أو أكثر (المستقبل أو المستقبلون)، ما يؤثر على سلوك المستقبلين الحالي أو المستقبلي. قد يتم إرسال المعلومات عمدًا، كما في عروض المغازلة، أو دون قصد، كما في انتقال الرائحة من المفترس إلى الفريسة عبر الكيرومونات. كما يمكن نقل المعلومات إلى «جمهور» مكون من عدة مستقبلين. يُعد التواصل بين الحيوانات مجالًا سريع النمو في دراسات تشمل سلوك الحيوان وعلم الاجتماع وعلم الأعصاب والإدراك الحيواني. يتم فهم العديد من جوانب سلوك الحيوانات، مثل استخدام الأسماء الرمزية، والتعبير العاطفي والتعلم والسلوك الجنسي بطرق جديدة.
عندما يؤدي نقل المعلومات من المرسل إلى تغيير سلوك المستقبل، يُطلق على هذه المعلومات مصطلح «إشارة». تتنبأ نظرية الإشارات بأنه لكي تستمر الإشارة في مجموعة ما من الحيوانات، يجب أن يحصل كل من المرسل والمستقبل عادةً على فائدة من هذا التفاعل. يُعتقد أن إنتاج الإشارات من قبل المرسلين وإدراكها والاستجابة لها من قبل المستقبلين يتطوران معًا. غالبًا ما تتضمن الإشارات آليات متعددة، مثل الإشارات البصرية والسمعية معًا، ولكي تُفهم الإشارة، يتطلب الأمر دراسة دقيقة للسلوك المنسق بين كل من المرسل والمستقبل.

## الأساليب

### الأساليب البصرية

#### الإيماءات
تفهم معظم الحيوانات التواصل من خلال عرض مرئي لأجزاء مميزة من الجسم أو عبر حركات جسدية معينة. تكشف الحيوانات أو تبرز جزءًا من أجسامها لنقل معلومات محددة. مثلًا، يُظهر طائر نورس الرنجة منقاره الأصفر اللامع على الأرض بجانب فرخه عند عودته إلى العش ومعه الطعام. يستجيب الفرخ بإظهار سلوك التوسل عن طريق نقر البقعة الحمراء الموجودة على الفك السفلي لمنقار الأب. يحفّز هذا الإجراء الطائر على إرجاع الطعام، ما يكمل إشارة التغذية. في هذا الشكل من التواصل، يُبرز المنقار ذو البقعة الحمراء كميزة شكلية مميزة، بينما تجعل حركة النقر تجاه الأرض هذه البقعة واضحة للفرخ، مما يُبرز حركة مميزة في عملية التواصل. قام الباحث فرانس دي فال بدراسة قردة البونوبو والشمبانزي لفهم ما إذا كان تطور اللغة قد نشأ من الإيماءات. وجد أن كلًا من القردة العليا والبشر يستخدمون الإيماءات عمدًا فقط في التواصل.

#### تعبيرات الوجه
تُعتبر تعبيرات الوجه من الإشارات المهمة التي تعكس المشاعر في تواصل الحيوانات. أجريت دراسة على ببغاوات المكاو الزرقاء والصفراء لفهم كيفية استجابتها للتفاعل مع حارس مألوف. أظهرت الدراسة أن خدود الطيور كانت تحمرّ بشكل ملحوظ ومتكرر أثناء التفاعل المتبادل مع الحارس.
في تجربة أخرى، قام الباحث جيفري موجيل بدراسة تعبيرات الوجه لدى الفئران عند تعرضها لدرجات متفاوتة من الألم. وجد أن الفئران تُظهر خمسة تعبيرات وجه مميزة تشمل: تضييق العينين وانتفاخ الأنف والخدين وتغيرات في وضعية الأذنين والشوارب.

#### متابعة النظرات
تستخدم الحيوانات الاجتماعية متابعة النظرات كشكل من أشكال التواصل، حيث تراقب اتجاه رأس وأعين الثدييات الأخرى. أجريت دراسات على القردة العليا والقرود والكلاب والطيور والذئاب والسلاحف، وركزت على نوعين من المهام: متابعة نظرة الآخر نحو الفضاء البعيد ومتابعة نظرة الآخر هندسيًا حول حاجز بصري، أي إعادة تموضع الجسم لمتابعة نظرة الآخر عندما يكون هناك حاجز يمنع الرؤية. أثبتت الدراسات أن العديد من الحيوانات قادرة على أداء المهمة الثانية، لكن القدرة على متابعة النظرات نحو الفضاء البعيد شوهدت فقط في القردة العليا والكلاب والذئاب والغربان. في المقابل، لم يتمكن المارموسيت وطائر الأيبس من إظهار القدرة على «متابعة النظرة هندسيًا». لم يتمكن الباحثون بعد من تحديد الأساس المعرفي الدقيق لهذه الظاهرة، لكن الأدلة التطورية تشير إلى أن متابعة النظرات «البسيطة» و«الهندسية» قد تعتمدان على آليات معرفية مختلفة.

#### تغير اللون
يمكن تصنيف تغير اللون إلى نوعين: التغيرات التي تحدث خلال مراحل النمو والتطور، والتغيرات التي تحدث استجابة للحالة المزاجية أو السياق الاجتماعي أو العوامل البيئية مثل درجة الحرارة. ينتمي النوع الثاني إلى العديد من المجموعات الحيوانية. تمتلك بعض رأسيات الأرجل، مثل الأخطبوط والحبار، خلايا جلدية متخصصة تُعرف باسم حاملات الصباغ، والتي تُمكّنها من تغيير لون الجلد وشفافيته وانعكاسيته. بالإضافة إلى استخدامها للتمويه، تُستخدم التغيرات السريعة في لون الجلد أثناء الصيد وفي طقوس المغازلة. يمكن للحبار أن يُظهر إشارتين مختلفتين تمامًا في نفس الوقت على جانبي جسده؛ فعندما يحاول ذكر الحبار مغازلة أنثى بحضور ذكور آخرين، يعرض نمطًا ذكريًا باتجاه الأنثى، بينما يعرض نمطًا أنثويًا على الجهة الأخرى لخداع الذكور المنافسين. تحدث بعض الإشارات اللونية على شكل دورات. مثلًا، عندما تبدأ أنثى قرد البابون الزيتوني بالتبويض، يتورم ويصبح لون منطقتها التناسلية أحمر أو ورديًا زاهيًا، ما يُشير إلى الذكور بأنها جاهزة للتزاوج. يتميز حبار همبولت بقدرته على الإضاءة الحيوية، ما يُمكنه من التواصل بصريًا حتى في البيئات المظلمة تحت سطح البحر.

## وظائف التواصل بين الحيوانات
هناك العديد من وظائف التواصل بين الحيوانات، ولكن بعضها دُرس بتفصيل أكبر من غيره، ومن بين هذه الوظائف:

### التواصل أثناء النزاعات
يلعب التواصل بين الحيوانات دورًا حيويًا في تحديد الفائز في النزاعات حول الموارد. تمتلك العديد من الأنواع إشارات مميزة تُعبّر عن العدوانية أو الاستعداد للهجوم، أو على العكس، إشارات تُظهر التراجع خلال المنافسة على الطعام أو الأراضي أو الشركاء للتزاوج.

### طقوس التزاوج
تنتج الحيوانات إشارات لجذب انتباه شريك محتمل أو لتعزيز الروابط الزوجية. غالبًا ما تتضمن هذه الإشارات إبراز أجزاء معينة من الجسم أو اتخاذ أوضاع جسدية خاصة. مثلًا، يقوم الغزال باتخاذ وضعيات مميزة لبدء عملية التزاوج. قد تشمل إشارات التزاوج أيضًا استخدام الروائح أو نداءات التزاوج الفريدة لكل نوع. الحيوانات التي تشكل روابط زوجية دائمة غالبًا ما تقوم بعروض متماثلة لبعضها البعض. من الأمثلة الشهيرة على ذلك التقديم المتبادل لأعواد القصب بين الغطاس المتوج العظيم، كما درسها جوليان هكسلي، وعروض النصر التي تقوم بها العديد من أنواع الإوز والبطاريق في مواقع أعشاشها، بالإضافة إلى العروض التزاوجية المذهلة التي تقوم بها طيور الجنة. في الثدييات، قد تشير «نداءات التزاوج» إلى حالة التكاثر لدى الأنثى أو تعمل على جذب شركاء آخرين.

### إشارات الملكية أو الدفاع عن الإقليم
تُستخدم هذه الإشارات للمطالبة بملكية منطقة معينة أو الدفاع عن موارد مثل الطعام أو الشريك. مثلًا، تُظهر ذكور السحالي عديدة الزوجات علامات عدوانية من مسافات أكبر عند التنافس مع ذكور أخرى مقارنة بالإناث. يُعتقد أن الذكور طورت هذه السلوكيات لتجنب المواجهة المباشرة نظرًا للعواقب الإنجابية الأكبر مقارنة بالإناث.

### العدوان المُعاد توجيهه
بعض الحيوانات التي تشعر بالخوف من محفز معين قد تهاجم أي كائن قريب منها بدلًا من مواجهة التهديد المباشر.